# Kuurne-Bruxelles-Kuurne 1999
La Kuurne-Bruxelles-Kuurne 1999, cinquantatreesima edizione della corsa, si svolse il 28 febbraio su un percorso di 188 km, con partenza e arrivo a Kuurne. Fu vinta dal belga Jo Planckaert della squadra Lotto-Mobistar davanti ai connazionali  Johan Museeuw e Andrei Tchmil.

## Ordine d'arrivo (Top 10)
| Pos. | Corridore         | Squadra                             | Tempo    |
| ---- | ----------------- | ----------------------------------- | -------- |
| 1    | Jo Planckaert     | Lotto-Mobistar                      | 4h38'45" |
| 2    | Johan Museeuw     | Mapei-Quick Step                    | s.t.     |
| 3    | Andrei Tchmil     | Lotto-Mobistar                      | a 5"     |
| 4    | Christophe Mengin | FDJ                                 | a 38"    |
| 5    | Tristan Hoffman   | TVM-Farm Frites                     | s.t.     |
| 6    | Peter Van Petegem | TVM-Farm Frites                     | s.t.     |
| 7    | Rolf Sörensen     | Rabobank                            | s.t.     |
| 8    | Arvis Piziks      | Team Home-Jack & Jones              | s.t.     |
| 9    | Chris Peers       | Lotto-Mobistar                      | s.t.     |
| 10   | Tom Desmet        | Collstrop-De Federale Verzekeringen | s.t.     |